# Believers Never Die
Believers Never Die - Greatest Hits es un recopilatorio de la banda norteamericana Fall Out Boy  lanzado a nivel mundial el 17 de noviembre de 2009 y que contiene 15 canciones de sus cuatro álbumes, "Take This To Your Grave", "From Under the Cork Tree", "Infinity On High" y "Folie à Deux", y el famoso cover de Michael Jackson, Beat It, además de dos nuevas canciones: "Alpha Dog" y ""From Now On We Are Enemies"", además de la famosa canción "Growing Up" de su EP Fall Out Boy´s Evening Out With Your Girlfriend, la lista de canciones se liberó mediante la página oficial de la banda el día 12 de octubre.

## Lista de canciones

### CD
| CD  |                                                                              |                                        |          |  |
| N.º | Título                                                                       | From album                             | Duración |  |
| 1.  | «Dead on Arrival»                                                            | Take This to Your Grave (2003)         | 3:16     |  |
| 2.  | «Grand Theft Autumn/Where Is Your Boy»                                       | Take This to Your Grave                | 3:12     |  |
| 3.  | «Saturday»                                                                   | Take This to Your Grave                | 3:38     |  |
| 4.  | «Sugar, We're Goin Down»                                                     | From Under the Cork Tree (2005)        | 3:51     |  |
| 5.  | «Dance, Dance»                                                               | From Under the Cork Tree               | 3:01     |  |
| 6.  | «A Little Less Sixteen Candles, a Little More "Touch Me"»                    | From Under the Cork Tree               | 2:50     |  |
| 7.  | «This Ain't a Scene, It's an Arms Race»                                      | Infinity on High (2007)                | 3:33     |  |
| 8.  | «Thnks fr th Mmrs»                                                           | Infinity on High                       | 3:28     |  |
| 9.  | «The Take Over, the Breaks Over»                                             | Infinity on High                       | 3:35     |  |
| 10. | «I'm Like a Lawyer with the Way I'm Always Trying to Get You Off (Me & You)» | Infinity on High                       | 3:35     |  |
| 11. | «Beat It» (con John Mayer; cover de Michael Jackson)                         | Folie à Deux (2008)                    | 3:49     |  |
| 12. | «I Don't Care»                                                               | Folie à Deux                           | 3:39     |  |
| 13. | «America's Suitehearts»                                                      | Folie à Deux                           | 3:41     |  |
| 14. | «What a Catch, Donnie»                                                       | Folie à Deux                           | 4:57     |  |
| 15. | «Alpha Dog»                                                                  | Demo Welcome to the New Administration | 3:42     |  |

### Bonus tracks
| Bonus tracks (on all editions, except where noted) |                                                    |                                                  |          |  |
| N.º                                                | Título                                             | From album                                       | Duración |  |
| 16.                                                | «"From Now on We Are Enemies"»                     | Nueva canción                                    | 3:36     |  |
| 17.                                                | «Yule Shoot Your Eye Out»                          | A Santa Cause: It's a Punk Rock Christmas (2003) | 3:41     |  |
| 18.                                                | «Growing Up»                                       | Project Rocket / Fall Out Boy (2002)             | 2:56     |  |
| 19.                                                | «The Carpal Tunnel of Love» (Bonus track en Japón) | Infinity on High                                 | 3:23     |  |

### DVD limitado
| DVD limitado |                                                                              |          |  |
| N.º          | Título                                                                       | Duración |  |
| 1.           | «Dead on Arrival»                                                            |          |  |
| 2.           | «Grand Theft Autumn/Where Is Your Boy»                                       |          |  |
| 3.           | «Saturday»                                                                   |          |  |
| 4.           | «Sugar, We're Goin Down»                                                     |          |  |
| 5.           | «Dance, Dance»                                                               |          |  |
| 6.           | «A Little Less Sixteen Candles, a Little More "Touch Me"»                    |          |  |
| 7.           | «This Ain't a Scene, It's an Arms Race»                                      |          |  |
| 8.           | «Thnks fr th Mmrs»                                                           |          |  |
| 9.           | «The Take Over, the Breaks Over»                                             |          |  |
| 10.          | «I'm Like a Lawyer with the Way I'm Always Trying to Get You Off (Me & You)» |          |  |
| 11.          | «Beat It»                                                                    |          |  |
| 12.          | «I Don't Care»                                                               |          |  |
| 13.          | «America's Suitehearts»                                                      |          |  |
| 14.          | «What a Catch, Donnie»                                                       |          |  |
| 15.          | «The Carpal Tunnel of Love» (Bonus track en Japón)                           |          |  |

- Cada vídeo tiene un comentario de la banda.

## DVD
El DVD contiene todos los vídeos del grupo, además comentarios de la banda en cada uno.
Los vídeos son de las canciones excepto las del bonus track y "Alpha Dog" (tampoco el vídeo musical de The Carpal Tunnel of Love).

## Tabla de posiciones
| Charts (2009)                   | Mejor posición |
| ------------------------------- | -------------- |
| Australian Albums Chart         | 25             |
| Japanese albums chart           | 19             |
| UK Albums Chart                 | 88             |
| US Billboard 200                | 77             |
| US Billboard Alternative Albums | 14             |
| US Billboard Rock Albums        | 21             |